# 国際機構局 (タイ)
タイ王国外務省国際機構局(タイ語:กรมองค์การระหว่างประเทศ、英語：Department of International Organization）は、タイ王国内閣外務省の内部部局の一つ。

## 概要
タイ外務省国際機構局は国際機構を通じて、国際協力の構築、タイと周辺地域の安全保障に関する業務を所管する。国際舞台においてタイの主導的な地位を確立し、国際連合や国際法の下で国際的な責務を果たし、国際間交渉や条約締結の中を通じてタイの国益を保護することを目的とする。
主な事業は以下の通り。
1. 国際連合および国際機構にかかわる政策決定にかかわる業務
2. 政治、経済、社会、文化、教育、科学、環境部門における連携と国際連合および国際機構関連業務の推進
3. 国際連合および国際機構にかかわる業務および広報業務

## 下位組織
1. 総務課 （สำนักงานเลขานุการกรม）-局行政関連事務、予算、方針、国際連合に関する知識の広報、情報技術に関する業務、児童・女性・青少年・障がい者・高齢者に関する人権関係業務
2. 社会開発課 （กองการสังคม）-国際連合第三委員会（人間安全保障と移民問題関連）関連業務、国際連合および国際間の人権問題に関する業務および連携の構築、国内の人権機関ネットーワークとの連携、国内に影響を及ぼす民族間問題関連業務、人権部門の国際動向の研究および分析、赤十字国際委員会関連の人権関連業務を担当
3. 開発事業課（กองกิจการเพื่อการพัฒนา）-国際連合第二委員会（経済と社会））およびアジア太平洋経済社会委員会関連業務、国際連合および国際機構を通じた環境・自然資源・持続的開発・通信・気象・運輸・工業・技術・宇宙・自然災害分野での連携、世界の持続的発展および環境分野の動向に関する提言を担当
4. 国際機構管理課（กองงานบริหารองค์การระหว่างประเทศ）-国際連合関連の国際会議の運営、予算管理、タイ負担すべき国連および国際機構の予算策定と会計業務、国際連合および国際機構におけるタイ王国もしくはタイ人の選挙戦略に関連する業務、国際連合・国際機構に関する調査と提言、国際連合および国際機構と関係者へのタイ国内での特権および便宜供与とそのための調整を担当
5. 平和・安全保障・軍縮課（กองสันติภาพ ความมั่นคงและการลดอาวุธ）-国際連合第一委員会（軍縮および国際安全保障）と国際連合第四委員会（特別政治問題と非植民地化）関連の業務、国際連合および国際機構における政治問題・平和・安全保障に関連する業務、国際連合安全保障理事会および国際連合平和維持活動に関連する業務、国連安全保障理事会および国際連合平和維持活動の下での軍縮関連業務を担当

## 所在地
- バンコク　ラーチャテーウィー区 トゥンパヤータイ地区 シーアユタヤ通り443　シーアユタヤ・ビルディング （อาคารถนนศรีอยุธยา เลขที่ 443 ถนนศรีอยุธยา แขวงทุ่งพญาไท เขตราชเทวี　กรุงเทพมหานคร 10400）

## 関連事項
- 外務省